# Luna (mythologie)
Pour les articles homonymes, voir Luna.
Luna est la déesse de la Lune chez les Romains. Elle a un frère, Sol — tous deux symbolisent le cycle des saisons —, et une sœur, Aurore. Très tôt, elle est identifiée à Diane (Diana Lucina), sœur d'Apollon, et Séléné, déesse de la Lune dans la mythologie grecque.

## Culte
Pendant le règne de Servius Tullius, un temple est érigé à Luna sur l'Aventin.